# Chris Menges
Chris Menges (Kington, 15 de septiembre de 1940) es un cineasta y director de cine inglés. Conocido por su participación como director de fotografía en célebres producciones como Los gritos del silencio o La Misión, ambas de Roland Joffé, o Michael Collins de Neil Jordan. Ha trabajado también con otros directores de cine de la talla de Stephen Daldry, Jim Sheridan, Ken Loach, Bill Forsyth, Tommy Lee Jones o Sean Penn. Es miembro de la Sociedad Americana de Cineastas y de la Sociedad Británica de Cineastas.

## Vida y carrera
Menges nació en Kington, Herefordshire, hijo del compositor y director de orquesta Herbert Menges. Empezó su carrera en los 60s como operador de cámara en documentales de Adrian Cowell y películas de Ken Loach y Lindsay Anderson. Kes, de Ken Loach, fue su primer trabajo como director de fotografía. 
Tras numerosos documentales y películas como Belleza Negra (1971), Bloody Kids (1978), The Game Keeper (1980), Babylon (1980) y Angel (1982), llegó a ser aclamado por la crítica.
En 1983 recibió su primera nominación a los BAFTA por su trabajo en la película de Bill Forsyth Local Hero y sólo un año después ganó su primer Óscar por Los gritos del silencio, acerca del genocidio en Camboya. Continuó su trabajo con Roland Joffe y ganó su segundo Óscar en 1986 con el drama histórico The Mission. Ese mismo año también rodó un filme para televisión titulado Made in Britain, con Tim Roth.
En 1988 debutó como director para la pantalla grande con A World Apart, película premiada en el Festival de Cannes. 
Su segunda película como director fue CrissCross, con Goldie Hawn. En 1996 volvió a ponerse detrás de la cámara en películas como The Boxer (dirigida por Jim Sheridan) y Michael Collins, por la que recibió su tercera nominación a los Óscars en 1997.
Menges también ha dirigido documentales. A principios de los 70s fue a Birmania con Adrian Cowell para rodar The Opium Warlords, documental acerca del tráfico ilegal de drogas.

## Filmografía

### Como director de fotografía
- 1968: Kes, de Ken Loach
- 1971: Gumshoe, de Stephen Frears
- 1980: The Gamekeeper de Ken Loach
- 1981: Looks and Smiles de Ken Loach
- 1982: Warlords of the 21st Century de Harley Cokliss
- 1983: Local Hero de Bill Forsyth
- 1984: The Killing Fields de Roland Joffe
- 1984: Comfort and Joy de Bill Forsyth
- 1986: The Mission de Roland Joffe
- 1987: Shy People de Andrei Konchalovsky
- 1996: Michael Collins de Neil Jordan
- 1997: The Boxer de Jim Sheridan
- 2001: The Pledge de Sean Penn
- 2002: The Good Thief de Neil Jordan
- 2003: Concert For George de David Leland
- 2005: The Three Burials of Melquiades Estrada de Tommy Lee Jones
- 2005: North Country de Niki Caro
- 2006: Notes on a Scandal de Richard Eyre
- 2008: The Reader, con Roger A. Deakins, de Stephen Daldry
- 2008: Stop-Loss de Kimberly Peirce
- 2008: The Yellow Handkerchief de Udayan Prasad
- 2010: Route Irish de Ken Loach
- 2011:  Extremely Loud and Incredibly Close de Stephen Daldry

### Como director
- 1988: A World Apart
- 1992: CrissCross
- 1994: Second Best
- 1999: The Lost Son

## Premios y distinciones
Óscar
| Año  | Categoría        | Película           | Resultado |
| ---- | ---------------- | ------------------ | --------- |
| 1985 | Mejor fotografía | The Killing Fields | Ganador   |
| 1997 | Mejor fotografía | Michael Collins    | Nominado  |
| 2009 | Mejor fotografía | The Reader         | Nominado  |

Festival Internacional de Cine de Cannes
| Año  | Categoría                   | Película      | Resultado |
| ---- | --------------------------- | ------------- | --------- |
| 1988 | Gran Premio del Jurado      | A World Apart | Ganador   |
| 1988 | Premio del Jurado Ecuménico | A World Apart | Ganador   |